# Gareth Evans
Gareth Huw Evans (n. aprilie 1980, Hirwaun⁠(d), Rhondda Cynon Taf, Țara Galilor, Regatul Unit)  este un regizor de film, scenarist, monteur și coregraf de acțiune galez. Este cel mai cunoscut pentru filmele indoneziene de acțiune și polițiste Ultima luptă (2009), Raidul (2011) și Raidul 2 (2014), precum și pentru aducerea artei marțiale indoneziene pencak silat în cinematografia mondială prin intermediul acestor filme. Este, de asemenea, cunoscut pentru crearea, scrierea, regizarea și producția executivă, alături de Matt Flannery, a serialului de televiziune de acțiune -dramatic polițist Gangs of London (2020-prezent) produs de Sky Atlantic / AMC,  bazat pe jocul video omonim din 2006.

## Biografie
Evans s-a născut și a crescut în Hirwaun, Valea Cynon. A absolvit Universitatea din Glamorgan (acum Universitatea din South Wales) cu o diplomă de master în scenaristică. 

## Carieră
După ce a regizat un film cu buget redus numit Footsteps (Pași), Evans a fost angajat ca regizor independent pentru un documentar despre artele marțiale indoneziene pencak silat. A devenit fascinat de acest lucru și l-a descoperit pe artistul marțial indonezian Iko Uwais, care lucra ca un curier pentru o companie de telefonie. Evans l-a distribuit pe Uwais în filmul său Ultima luptă (2009). El plănuia să producă un film de acțiune mai amplu, dar a redus bugetul de producție și a creat un film de acțiune numit Raidul (2011). După succesul filmului Raidul, filmul de acțiune mai amplu a devenit în cele din urmă baza pentru continuarea sa, Raidul 2 (2014).
La sfârșitul anului 2016, Evans a început să lucreze la următorul său film, Apostolul, cu Dan Stevens în rolul principal. Filmul a fost lansat de Netflix pe 12 octombrie 2018.
În octombrie 2017, TheWrap a relatat că Evans a prezentat o idee despre un film cu Deathstroke și este în discuții incipiente pentru a scrie și regiza. Evans a renunțat, de asemenea, și la regia unui film din universul Justice League Dark (DC Extended Universe). Cu toate acestea, în aprilie 2020, Evans a declarat că filmul cu Deathstroke a fost amânat și că nu mai este implicat activ în proiect. 
În februarie 2021, s-a anunțat că Evans a semnat un contract exclusiv pentru a produce și regiza filme Netflix. Primul său film în cadrul acelui contract a fost Dezastru, cu Tom Hardy și Forest Whitaker în rolurile principale, care a fost filmat în 2021. După numeroase întârzieri din cauza filmărilor suplimentare și a grevei SAG-AFTRA, filmului a fost lansat la 25 aprilie 2025.

## Viață personală
Evans a locuit în Jakarta cu soția sa, Maya Barack-Evans, și cu fiica lor, până când familia s-a mutat înapoi în Țara Galilor în 2015.

## Filmografie
Scurtmetraje
| An   | Titlu              | Regizor | Scenarist | Producător | Monteur | Note                                             |
| ---- | ------------------ | ------- | --------- | ---------- | ------- | ------------------------------------------------ |
| 2003 | Samurai Monogatari | Da      | Da        | Da         | Da      |                                                  |
| 2013 | Safe Haven         | Da      | Da        | Nu         | Da      | Segment V/H/S/2 (Co-regizat cu Timo Tjahjanto⁠(d) |
| 2016 | Pre Vis Action     | Da      | Da        | Da         | Da      | Și director de imagine                           |

Lungmetraje
| An   | Titlu         | Regizor | Scenarist | Producător | Monteur | Note                                            |
| ---- | ------------- | ------- | --------- | ---------- | ------- | ----------------------------------------------- |
| 2006 | Footsteps     | Da      | Da        | Da         | Da      | Rolul: Porn Den Videographer                    |
| 2009 | Merantau⁠(d)   | Da      | Da        | Nu         | Da      |                                                 |
| 2011 | The Raid⁠(d)   | Da      | Da        | executiv   | Da      | Și coregraf de acțiune                          |
| 2014 | The Raid 2⁠(d) | Da      | Da        | Nu         | Da      | Și coregraf de acțiune                          |
| 2018 | Apostle       | Da      | Da        | Da         | Da      | De asemenea, în echipa de proiectare a acțiunii |
| 2025 | Havoc         | Da      | Da        | Da         | Nu      |                                                 |

Televiziune
| An   | Titlu              | Regizoe | Scenarist | Creator | Note                                                  |
| ---- | ------------------ | ------- | --------- | ------- | ----------------------------------------------------- |
| 2020 | Gangs of London⁠(d) | Da      | Da        | Da      | Episoadele 1, 5 și cele mai multe secvențe de acțiune |

## Premii
În noiembrie 2011, Raidul a câștigat premiul „Midnight Madness” la Festivalul Internațional de Film de la Toronto.